# Józef Borzyszkowski
Józef Borzyszkowski (* 6. února 1946, Karsin, severní Polsko) je polský a kašubský historik, vysokoškolský učitel a politik.

## Život
Po maturitě na Pedagogickém lyceu v Kościerzyně studoval v letech 1964 až 1969 na Vysoké škole pedagogické v Gdaňsku. Po krátkém působení v Gdaňské knihovně Polské akademie věd přešel následujícího roku na tehdy nově založenou Gdaňskou univerzitu, kde působil na Historické fakultě. Doktorský titul získal v roce 1976, na téže univerzitě se v roce 1982 i habilitoval. Profesorem byl jmenován v roce 1992.
Od studentských let se angažoval v kašubsko-pomořském regionálním hnutí. V letech 1986–1992 stál v čele ústřední regionální organizace – Kašubsko-pomořskeho sdružení (Zrzeszenie Kaszubsko-Pomorskie). Jako kandidát za tuto organizací byl roku 1991 zvolen do polského Senátu, jehož členem byl do roku 1993. Zde se zapojil do práce liberálních senátorských klubů (Liberálně-demokratický kongres, Polský liberální program). Zároveň byl v letech 1990–1996 gdaňským vicevojevodou.
V roce 1996 inicioval vznik Kašubského institutu v Gdaňsku a stál do r. 2015 v jeho čele jako předseda, následně byl zvolen jeho čestným předsedou. Od r. 1997 stojí v čele redakční rady jeho vědecké ročenky Acta Cassubiana. V letech 2012 až 2015 byl členem Komise historických věd při Polské akademii věd (Polska Akademia Nauk), ve stejné době plnil funkci prorektora Vysoké školy humanitně-ekonomické (Elbląska Uczelnia Humanistyczno-Ekonomiczna) v Elblągu.
Je nositelem řady polských vyznamenání, mj. rytířského kříže Řádu Polonia Restituta (1989).
Zabývá se obecnými a polskými dějinami 19. a 20. století a dějinami Kašubska a kašubského hnutí. Kromě vlastních monografií a vědeckých příspěvků na pomezí politických, sociálních a kulturních dějin, historické antropologie, etnologie a dějin vědy je editorem řady pramenů spojených s dějinami Kašubska a severního Polska.
Je členem Polské akademie nauk v Krakově (Polska Akademia Umiejętności), v roce 2014 inicioval vznik její gdaňské pobočky.

## Dílo
- Istota ruchu kaszubskiego i jego przemiany od poł. XIX w. po współczesność, Gdańsk 1982.
- Pomorze - mała ojczyzna Kaszubów: Historia i współczesność / Kaschubisch-Pommersche Heimat: Geschichte und Gegenwart (vydavatel spolu s Dietmarem Albrechtem), Gdańsk - Lübeck 2000.
- Aleksander Majkowski (1876-1938): Biografia historyczna, Gdańsk - Wejherowo 2000.
- Antropologia Kaszub i Pomorza: Badania - Kultura - Życie codzienne, Gdańsk 2010.
- O historii literatury kaszubskiej i jej twórcach, Gdańsk 2011.
- Historia Kaszubów / Historia Kaszëbów, Gdańsk 2014.
- Historia Kaszubów w dziejach Pomorza, tom III: W Królestwie Pruskim i Cesarstwie Niemieckim (1815-1920) – 2 svazky; tom IV: Kaszubi w II RP i w latach II wojny światowej (1920-1945), Gdańsk 2019.